# Ayot St. Lawrence
Ayot St. Lawrence je anglická vesnice v hrabství Hertfordshire. Nachází se nedaleko Lutonu, 40 km severně od centra Londýna, žije v ní 110 obyvatel. Je známá tím, že v ní od roku 1906 až do své smrti v roce 1950 žil dramatik George Bernard Shaw. Jeho dům zvaný Shaw’s Corner je přístupný veřejnosti jako muzeum, spravuje ho National Trust. Ve vesnici žil také spisovatel a autor Shawova životopisu Stephen Winsten a jeho žena, sochařka Clara Birnbergová. Místním rodákem byl polní maršál Rudolph Lambart, náčelník britského generálního štábu v letech 1922 až 1926.
Ayot St Lawrence je zmíněn už v Domesday Book roku 1086, ves náležela Westminsterskému opatství. K pamětihodnostem obce patří hostinec The Brocket Arms ze 14. století, ve kterém podle pověsti straší duchové mnichů umučených za náboženských válek v 16. století. V Ayot St Lawrence se nacházejí zříceniny kostela z normanských dob, který nechal roku 1775 strhnout místní šlechtic Lionel Lyde, protože mu překážel ve výhledu z okna. Jako náhrada byl postaven kostel zasvěcený svatému Vavřinci v pseudoantickém stylu podle návrhu Nicholase Revetta, který slouží také jako koncertní a výstavní sál.